# باتريك باترسون
باتريك باترسون (15 سبتمبر 1961 في جامايكا - ) (بالإنجليزية: Patrick Patterson)‏ هو لاعب كريكت أسترالي. شارك مع منتخب الهند الغربية للكريكت ومنتخب جامايكا الوطني للكريكت. أما مع النوادي، فقد لعب مع فريق تسمانيا للكريكت ونادي مقاطعة لانكشر للكريكت ‏.

## وصلات خارجية
- باتريك باترسون على موقع إي آس بي آن كريك إنفو (الإنجليزية)